# Кастелне
Кастелне (фр. Castelner) насеље је и општина у југозападној Француској у региону Аквитанија, у департману Ланд која припада префектури Мон де Марсан.
По подацима из 2011. године у општини је живело 114 становника, а густина насељености је износила 19,9 становника/km². Општина се простире на површини од 5,73 km². Налази се на средњој надморској висини од 180 метара (максималној 202 m, а минималној 74 m).

## Демографија
| 1962. | 1968. | 1975. | 1982. | 1990. | 1999. | 2011. |
| ----- | ----- | ----- | ----- | ----- | ----- | ----- |
| 82    | 95    | 81    | 85    | 88    | 103   | 114   |

График промене броја становника у току последњих година